# Albrecht Block
Albrecht Block (* 5. März 1774 in Sagan; † 21. November 1847 in Carolath) war ein deutscher Landwirt.
Albrecht Block erlernte seit 1789 die Landwirtschaft, bewirtschaftete mehrere Güter, lebte seit 1838 als Amtsrat und Intendant der schlesischen Stammschäferei in Karolath und starb daselbst. Auf seinem Gut Schierau unterhielt er bis 1838 ein kleines landwirtschaftliches Institut. Block erwarb sich große Verdienste durch weitere Verbreitung der Fruchtwechselwirtschaft, Verbesserung des Düngerwesens, des Kartoffelbaues und der Schafzucht. 1835 wurde er Direktor des königlichen Kreditinstituts für Schlesien. 1837 war er Abgeordneter der Ritterschaft auf dem Provinziallandtag der Provinz Schlesien.

## Schriften
- Resultate der Versuche über Erzeugung und Gewinnung des Düngers (Berlin 1823)
- Versuche einer Wertsvergleichung der vorzüglichsten Ackerbauerzeugnisse (Berlin 1823)
- Vergleichungen über Sommerstallfütterung und Weidegang der Schaafe. In: Möglinsche Annalen der Landwirthschaft, Band 15, S. 78–96, (Berlin 1825)
- Mitteilungen landwirtschaftlicher Erfahrungen, Ansichten und Grundsätze (2. Auflage, Breslau. 1837–1839, 3 Bde.)
- Über den tierischen Dünger, seine Vermehrung etc. (Breslau 1835).